# Siège de Plevna
Guerre russo-turque de 1877-1878
Batailles
Kizil Tepe — Zimnicea — Sistova — Nikopol — 1re col de la Chipka — 2e col de la Chipka — Lovča — 3e col de la Chipka — Gorni Dubnik — Kars — Plevna — Tashkessen — 4e col de la Chipka-Cheïnovo — Philippopolis
Le siège ou la bataille de Plevna (Pleven en Bulgarie) est un épisode resté fameux de la guerre russo-turque de 1877-1878, lors du règlement de la Question d'Orient.
Les forces militaires russo-roumaines obligèrent le général ottoman Osman Pacha (1837-1900) à se retrancher à Plevna, à la fortifier et à creuser des tranchées pour tenir un long siège qui allait durer cinq mois, du 19 juillet 1877 (31 juillet dans le calendrier grégorien) au 10 décembre 1877 (22 décembre dans le calendrier grégorien). Il capitula finalement.
Le pouvoir militaire ottoman de la Sublime Porte fut forcé de construire des ouvrages de défense à Constantinople et à Andrinople, devant la menace russe qui mènera au traité de San Stefano de 1878.
NB : Les dates sont celles du calendrier julien.

## Préambules

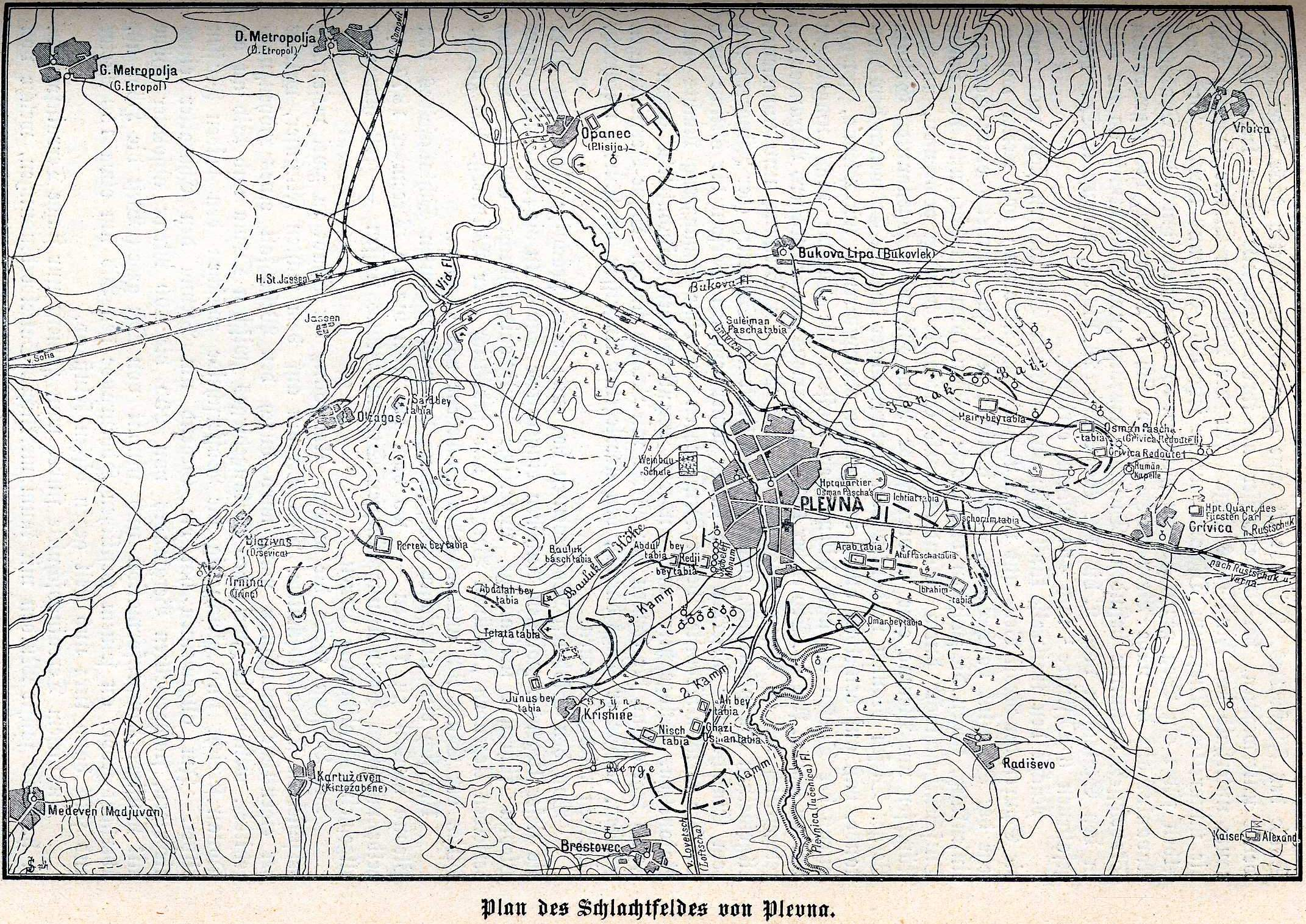
Plan de Plevna.

Les Russes franchissent le Danube le 27 juin. Avant le siège, les forces du général Osman Pacha se trouvaient à la forteresse de Vidin sur le Danube, non loin de la forteresse roumaine de Calafat.
Les troupes ottomanes, bien formées et sans réservistes, avaient une solide expérience du combat, ayant récemment vaincu le soulèvement serbe de 1875. À l'annonce de l'arrivée des Russes, les Turcs se préparèrent.
Mais ordre fut donné de la part de l'état-major de se porter en renfort de Nikopol (Bulgarie), point de communication important au bord du Danube, vers lequel les Russes se dirigeaient. Après consultation avec le sultan Abdül-Hamid, Osman Pacha met en mouvement le 13 juillet une partie des troupes (20 000 hommes environ) vers l'est ; mais avant d'arriver à Nikopol, il apprend que la ville-forteresse vient d'être investie par les Russes. Par une chaleur accablante, ses hommes se replient à une vingtaine de kilomètres au sud vers Plevna, bourgade entourée de vignobles et dominant la vallée de son haut pic rocheux. Osman Pacha fait bâtir en toute hâte d'importants travaux de défense, et surtout fait creuser tout un réseau de tranchées, dans l'attente de renforts.
Les tranchées : une innovation et une première sur un champ de bataille, qui après analyse d'observateurs militaires donnera suite à la guerre des tranchées de 1914/18.

## Première attaque (20 juillet)

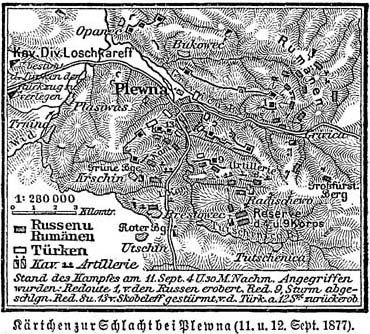
Forces en présence.

La première division à atteindre Plevna fut celle du général russe Youri Schilder-Schuldner, le 19 juillet dans la soirée. Il a 6 500 hommes. En raison de la disproportion des forces (20 000 Turcs contre 6 500 Russes), le général russe se borne à bombarder pendant quatre heures la forteresse de Plevna, sous les feux de l'artillerie turque située en hauteur.
Cependant, le lendemain, les Russes entreprennent une attaque qui semble réussir dans un premier temps puisqu'ils réussissent d'abord à avancer, prenant trois rangs de tranchées turques, mais les Turcs contre-attaquent, causant de sérieuses pertes et récupérant armes et munitions abandonnées sur le terrain brièvement conquis. Les pertes sont de 1 000 hommes côté turc et 4 000 côté russe.
Schilder-Schuldern demande des renforts d'urgence.

## Deuxième attaque (30 juillet)

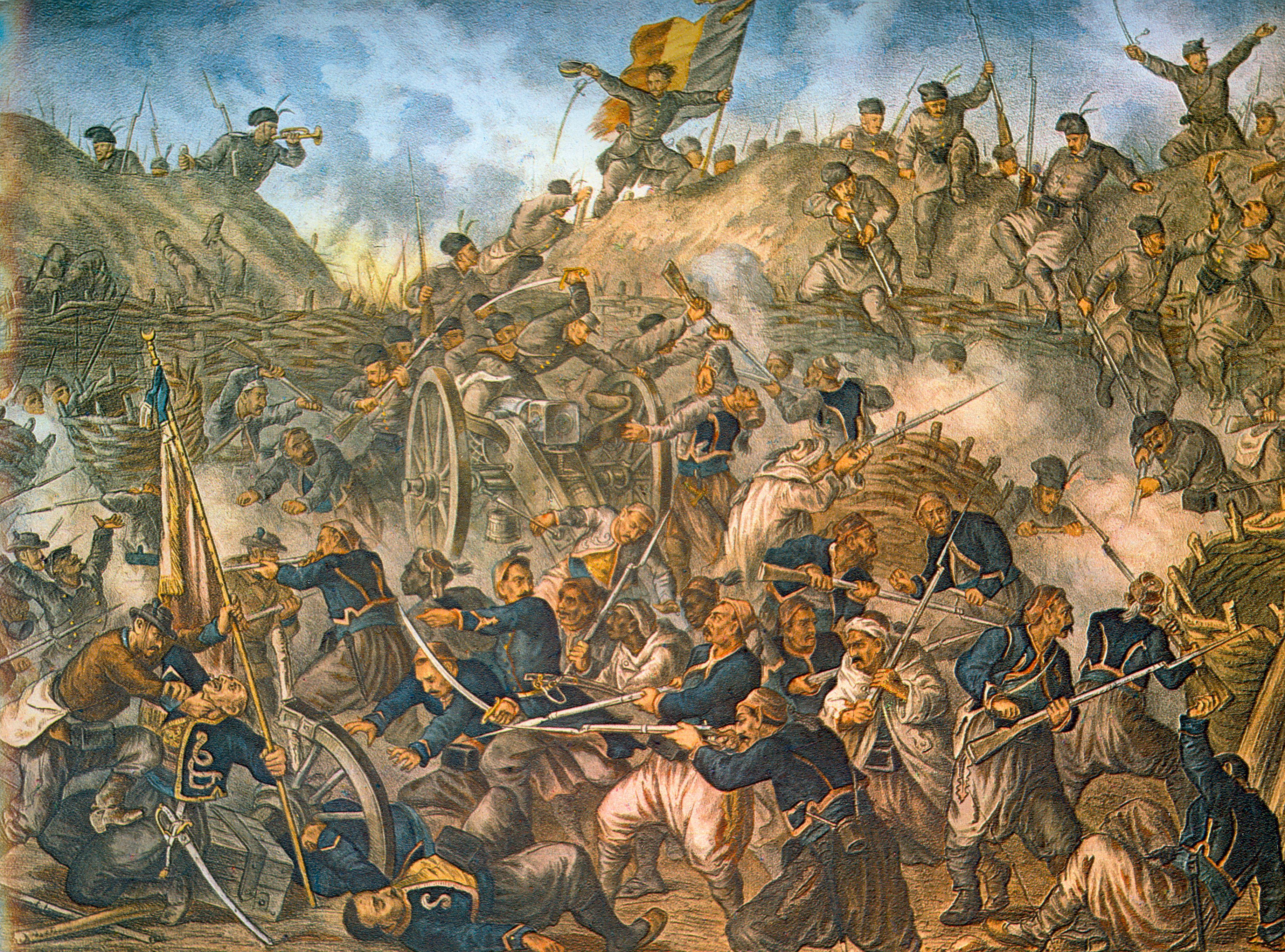
Attaque de Grivitsa (Grivica sur la carte), tableau de Nicolae Grigorescu (1838-1907).

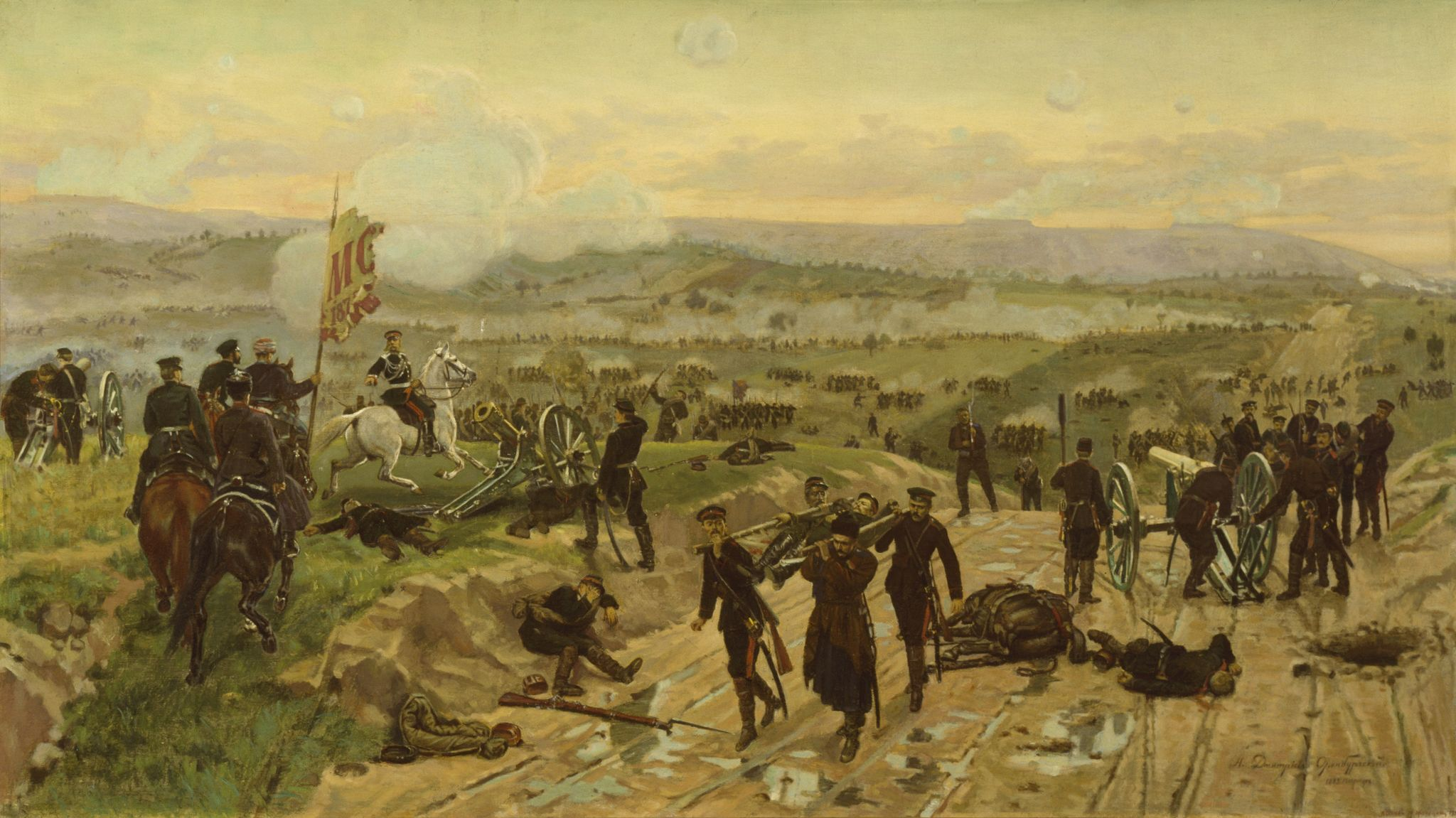
Combats du 27 août 1877, tableau de Nikolai Dmitriev-Orenburgsky, 1883.

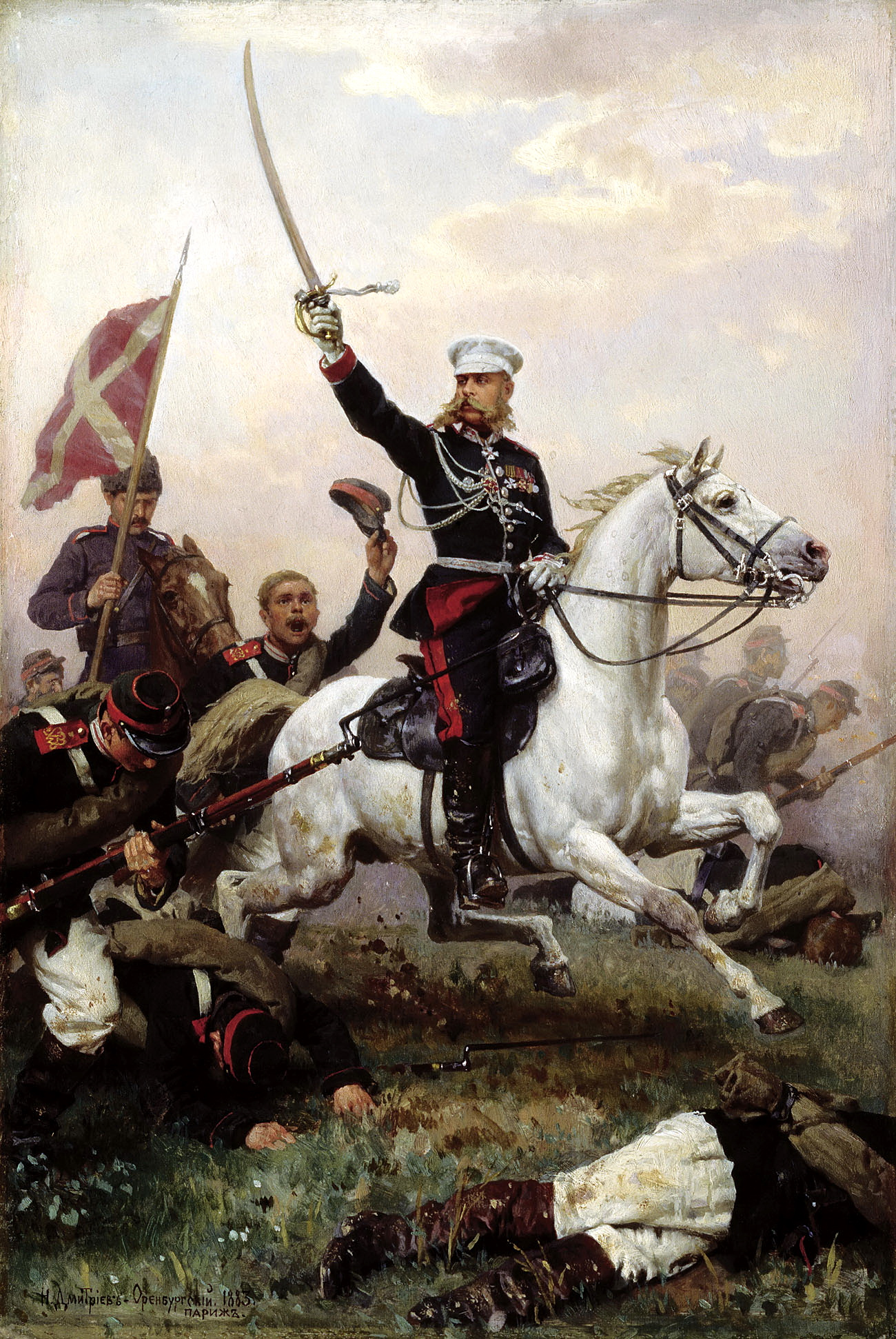
Le général Skobelev à l'attaque, tableau de Dmitriev-Orenbourgski.

Le général de Krüdener arrive avec tout le IXe corps d'armée, soit 27 000 fantassins, 2 200 cavaliers et 140 canons.
Sur ordre du grand-duc Nicolas, généralissime de l'Armée du Danube, le général de Krüdener prend le commandement des deux armées. Dans l'esprit de l'état-major, il faut attaquer avec le soutien préalable de l'artillerie.
Le général Mikhaïl Skobelev, toujours sur son cheval blanc, arrive avec sa troupe de cosaques et du 27 au 29 juillet, avec les hommes du lieutenant-colonel Baklanov, envoie des missions de reconnaissance, afin de mieux cerner le nombre d'hommes de l'ennemi et le dispositif des redoutes et des tranchées turques sur des dizaines de kilomètres. Pendant ce temps, les Turcs améliorent leur système de défense avec les moyens du bord : on réquisitionne des poutres, des solives dans le bourg de Plevna, pour raffermir les redoutes et les tranchées et en construire d'autres ; on creuse parfois avec des baïonnettes, car bêches et pelles manquent.
Il y a de graves dissensions politiques entre les Pachas et le Sultan, les renforts hésitent, « traînent » à l'appel d'Osman Pacha;
《Je ne sortirai pas de Plevne..》.
Le 30, Krüdener donne l'ordre d'attaquer, il s'appuie sur la cavalerie du général Alexeï Chakhovskoï et l'infanterie du général Skobelev. Le premier doit attaquer les redoutes de l'est et Skobelev, les grandes fortifications du nord (à Grivitsa). En face, il y a un peu plus de 20 000 hommes, avec un certain nombre de cavaliers tcherkesses et de bachi-bouzouks et près de 60 canons.
Les batteries russes se mettent d'abord à tirer, puis les divisions se ruent à l'assaut sur le champ de bataille de Plevna. Les Russes sont désorientés et tombent sous le feu des Turcs, voire de leurs propres tirs ; sur le flanc gauche, les troupes de Skobelev peinent à avancer. Les Russes réussissent à prendre deux tranchées, trois fortins et à s'approcher de la redoute principale. En une journée, les pertes sont immenses : 7 300 hommes du côté russe et 2 000 du côté ottoman. Les Russes se retirent. Le grand-duc Nicolas envoie alors un télégramme au prince Carol de Roumanie : « Les Turcs, envoyant la plupart de leurs troupes à Plevna, nous écrasent. Votre grâce, je vous supplie de faire notre jonction, comme vous l'avez proposé au général Krüdener. Nous avons des ponts de bateaux entre le Jiu et Corabia ». Les troupes russes (52 000 hommes) et roumaines (43 000 hommes) sont par conséquent mises sous le commandement du souverain roumain, ayant pour adjoint le général russe Pavel D. Zotov.

## Contre-attaque d'Osman Pacha
Le lendemain 31 juillet, Osman Pacha profite de la baisse du moral russe, pour effectuer une folle sortie. À la tête de sa cavalerie, il quitte Plevna et attaque les avant-postes russes, prenant un canon, mais ne parvenant pas à approcher l'un des fortins pris par les Russes. Cette manœuvre prouve que les Turcs sont prêts à aller jusqu'au bout. Les pertes sont lourdes : 1 300 du côté ottoman, 1 000 du côté russe.
La bataille de Plevna s'engage mal pour les Russes.

## Encerclement par Lovtcha
Les Russes avec 97 canons et 28 000 de leurs hommes décident alors de couper Plevna de ses environs. À une vingtaine de kilomètres se trouve la petite ville de Lovetch qui abrite quelques milliers de Turcs dont un tiers, comme les bachi-bouzouks, d'irréguliers. Alerté, Osman Pacha se lance à sa défense en vain. La riposte est favorable aux Russes, et Skobélev prend la ville, après avoir infligé de lourdes pertes au général ottoman.

## Troisième attaque (11-12 septembre)
Revenu dans Plevna même, Osman Pacha se mit à planifier une riposte. On fit évacuer les blessés de la bourgade. De nouveaux soldats s'étaient joints à lui. Entre le 7 et le 10 septembre une attaque d'artillerie russe eut lieu, mais ne réussit qu'à infliger des peines matérielles légères vite réparées. Le moral des Turcs n'était pas entamé.
C'est alors que les Turcs prennent l'initiative. Sous le feu nourri de l'ennemi, ils tentent de reprendre du terrain. Mais les 35 000 soldats ottomans, appuyés par 72 canons, sont vite dépassés par les 83 000 soldats russes et roumains, appuyés par 427 canons. Ils sont écrasés le 11 septembre sous le feu de l'artillerie, et bientôt les fantassins partent à l'assaut. Les Turcs perdent une redoute. Les engagements sont très violents : le général russe Mikhaïl Skobelev et le colonel roumain Mihai Cerchez (en) se battent en première ligne et Osman Pacha lui-même participe au combat ; mais il doit reculer. Dans cette troisième attaque, surtout pendant les dernières heures où l'artillerie tire sans discontinuer, les pertes sont considérables : chez les Russes 15 000 et les Roumains 5 000. Les pertes russes et roumaines ont atteint 50 000 depuis le début de la guerre.
Le tsarévitch Alexandre de Russie qui participe à la campagne du Danube, ne peut s'empêcher d'écrire à son conseiller Constantin Pobiedonostsev à propos de ces tueries : « Nous ne pensions pas que la guerre traînerait si longtemps ; au début, tout allait bien et nous pouvions espérer une fin rapide ; puis tout à coup ce malheureux Plevna ! Ce cauchemar de la guerre ! ».

## Blocus et chute

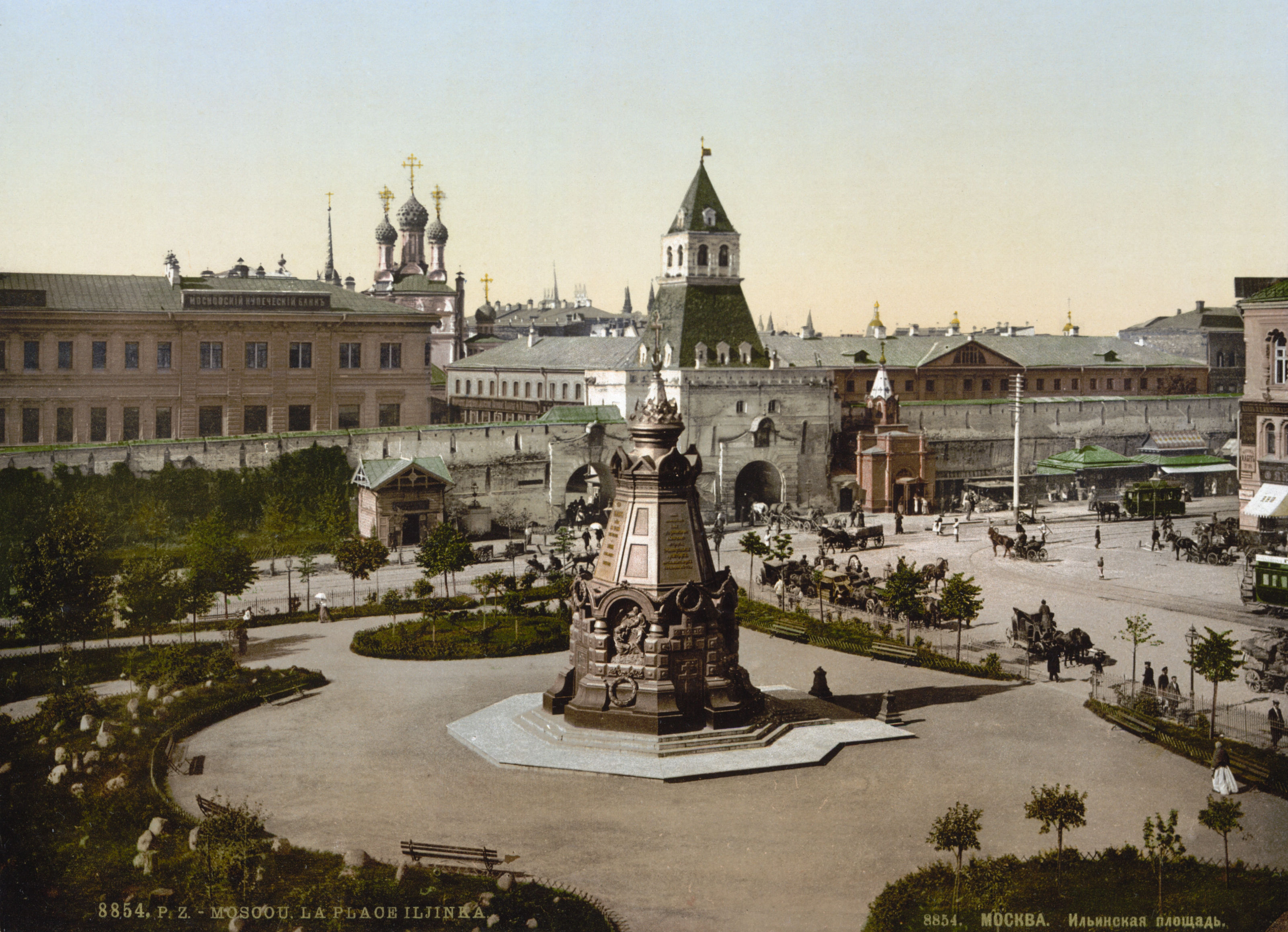
Le monument de Moscou érigé en mémoire des soldats tués à Plevna, toujours visible aujourd'hui.

Ne parvenant pas à prendre Plevna par l'attaque massive, les Russes décident d'avoir recours au blocus pour attendre la fin de la belle saison. Osman Pacha reçoit des renforts, mais pas suffisamment selon ses vœux, le nombre des soldats ottomans étant de 48 000 et 96 canons.
Chez les Russes et leurs alliés roumains, qui étaient plus du double avec un armement suffisant en quantité, mais pas toujours en qualité, on se contenta de harcèlements ponctuels, sans effet car les Turcs, affaiblis physiquement, ne l'étaient pas moralement.
Skobelev décida de se rendre à Lesny Doubniak sur les hauteurs autour de Plevna, pour surveiller et harceler les Ottomans retranchés. Lorsque les Russes et les Roumains prirent leur dernière redoute, et qu'Osman Pacha fut blessé et capturé en voulant rejoindre le reste de l'armée ottomane, les Turcs, à court de munitions et de vivres, durent capituler, le 10 décembre, devant le colonel roumain Cerchez.
Le lendemain, Osman Pacha fit sa reddition solennelle au grand-duc Nicolas Nikolaïevitch, qui lui exprima son admiration pour sa bravoure. L'empereur Alexandre II, lorsqu'il le reçut avant son départ pour une résidence surveillée à Kharkov, lui rendit son épée en témoignage d'estime. La défense de Plevna avait été une épreuve douloureuse pour les forces russes, grâce à l'habileté turque dans l'édification de défenses et de fortifications . Mais ces Turcs n'ont pas su exploiter quelques-uns de leurs succès tactiques durant ce siège
La capitulation turque à Plevna est du 10 décembre 1877. En janvier 1878, les troupes russes sont aux portes de Constantinople. En position de force, ils obtiennent la signature du traité de San Stefano le 3 mars 1878. Ce traité stipule la constitution d'une principauté autonome bulgare, prenant posssession d'une large étendue des terres ottomanes en Europe. Le traité de Berlin, signé en juin-juillet 1878, révise le traité de San Stefano dans un sens moins favorable aux Bulgares,sans remettre en cause l'émancipation de ce peuple mais en réduisant le territoire qui lui est concédé. Le souvenir de l'aide russe à l'émancipation de la Bulgarie restera vivace en pays bulgare, au XXe et XXIe siècles.

## Hommage
Un chant deviendra « la marche d'Osman paşa » dans l'empire Ottoman.
Les Bulgares ont élevé à Plevna un monument où eu lieu chaque année pendant plusieurs décennies une cérémonie commémorative, célébrant la fraternité d'armes russo-bulgare sous le tsarisme.
La promotion de Saint-Cyr 1876-1878 porte le nom de « promotion de Plewna » ; on ignore pourquoi la graphie allemande a été retenue.
Un des grands boulevards de Bucarest porte le nom de la ville : Calea Plevnei.
Le siège de Plevna sert de cadre au second livre des aventures d'Eraste Pétrovitch Fandorine, Le Gambit turc, écrit par Boris Akounine en 1998 et porté à l’écran en 2005.